# Odontophorus columbianus
Odontophorus columbianus là một loài chim trong họ Odontophoridae.